# Shinnosuke Honda
Shinnosuke Honda (jap. 本田 慎之介, Honda Shinnosuke; * 23. Juni 1990 in Fukushima, Präfektur Fukushima) ist ein ehemaliger japanischer Fußballspieler.

## Karriere
Shinnosuke Honda erlernte das Fußballspielen in der Schulmannschaft der Tomioka High School. Seinen ersten Vertrag unterschrieb er 2009 bei Júbilo Iwata. Der Verein aus Iwata, einer Stadt in der Präfektur Shizuoka, spielte in der höchsten japanischen Liga, der J1 League. Mit Iwata gewann er 2010 den J.League Cup. Das Endspiel gewann man mit 5:3 gegen Sanfrecce Hiroshima. Anfang 2012 ging er nach Thailand. Hier unterschrieb er einen Vertrag bei Buriram United. Der Klub aus Buriram spielte in der ersten Liga, der Thai Premier League. Die Hinserie 2013 wurde er an den Ligakonkurrenten Bangkok Glass ausgeliehen. Für BG absolvierte er drei Erstligaspiele. Im August 2013 verließ er Thailand. In Indien unterschrieb er einen Vertrag beim Dempo SC. Mit dem Verein aus Goa spielte er in der ersten Liga, der I-League. Ende 2013 beendete er seine Karriere als aktiver Fußballspieler.

## Erfolge
Júbilo Iwata
- Japanischer Ligapokalsieger: 2010